# مانی مشعوف
مانی مشعوف، یک تاجر آمریکایی-ایرانی است. او فارغ‌التحصیل رشته علوم سیاسی، از دانشگاه ایالتی سان فرانسیسکو در سال ۱۹۶۶ میلادی است. وی همچنین بنیان‌گذار و رئیس فروشگاه‌های زنجیره‌ای بی‌بی استورس است. مانی مشعوف، مبلغ ۱۰ میلیون دلار به عنوان کمک به دانشگاه ایالتی سان فرانسیسکو هدیه داد. در سال ۲۰۰۶ ماهنامه فوربس وی را با ثروتی در حدود۱/۵ میلیارد دلار به عنوان سومین ثروتمند ایرانی جهان معرفی کرده است.